# CyberGraphX
A CyberGraphX (röviden: CGX) API egyike az Amigák grafikus kártyákat támogató alrendszereinek. Az eredeti változatát Thomas Sontowski és Frank Mariak fejlesztették ki 1995-ben, majd a Phase5 vette szárnyai alá a projektet és végül a MorphOS lett a grafikus alrendszer gazdája.

## Történet
A CyberGraphX alrendszer első változata - melyet akkor még egyszerűen csak CyberGraphics-nak hívtak - olyan harmadik feles videókártyák (akár többet is egyszerre egy gépben) támogatását valósította meg, melyek valamilyen Cirrus Logic videóchippel voltak szerelve (így például: EGS Spectrum, OPAL, Retina Z3, Domino, Merlin, PicassoII, PiccoloSD64). A shareware programcsomag akkori listaára 50 DM, illetve $35 volt.
1995-ben a Phase5 részéről Ralph Smith rábeszélte őket, hogy a cégük égisze alatt folytassák a munkát és a tervezett videókártyájukhoz, a CyberVision 64-hez adaptálják az API-t.
A Phase5 2000 április csődje után Frank Mariak a Vision Factory Developments keretei között folytatta a CGX-en végzett munkát az S3 Virge/DX, illetve a 3dfx Voodoo 3 videókártya driverekkel, illetve - saját bevallása szerint - saját ötlet nyomán igyekezett megvalósítani az ELBOX Mediator PCI leánykártyához való illesztést. Később született egy együttműködési megállapodás Mariak és az ELBOX között, mely opcionálisan tartalmazott egy lehetséges Voodoo 3 driver kifejlesztését, szerződést azonban sohasem kötöttek. A DCE céggel azonban volt élő szerződése ugyanerre.
Frank Mariak ezek után a MorphOS fejlesztői csapat tagja lett és ott tevékenykedik ma is.
A CGX v5 változata már csak MorphOS-re lett kiadva. Az 5. verzió kapcsán érdemes megjegyezni, hogy a 68k-hoz képest alapvetően más PowerPC platformra történő átírás és optimalizálás a CGX alapvető (pl. rajzoló) rutinjainak teljes újraírását követelte meg. Mariak már 2000-ben leszögezte, hogy a v5 nem lesz elérhető 68k-ra, hanem egymástól teljesen függetlenül zajlik majd a fejlesztés.